# Dirnfeld Janka
Dirnfeld Janka (Budapest, 1876. március 10. – Budapest, Józsefváros, 1954. május 21.) nőjogi aktivista, publicista. 

## Élete
Dirnfeld Mór (1824–1905) férfiruha-kereskedő és Ábel Fanni (1830–1914) leányaként született zsidó családban. Testvérei: Karolina (1859–1944), férjezett Büchler Zsigmondné, Lipót (1860–1935), Sámuel (1862–1941), Ernesztina (1864–1944), Zsigmond (1868–?) és Berta (1870–1954), férjezett Tyrman Károlyné. Féltestvérei: Albert (1854–1909) ügynök és Adolf (1856–1929). 
Az 1904-ben alapított Feministák Egyesületének oszlopos választmányi tagja a Népszínház utca 21. szám alatt lakott. Az egyesület titkáraként egyik fő szervezője volt az 1913-as budapesti Nemzetközi Női Választójogi Kongresszusnak. 
A mozgalom tagjaként küzdött azért, hogy a férfiak és a nők egyenlő feltételek mellett dolgozhassanak, a politikai, társadalmi és gazdasági egyenjogúságért, ahogyan az anya- és a gyermekvédelem feltételeinek jobbításáért is. Ahogy a Pesti Hírlap 1910. áprilisi száma írja, Dirnfeld Janka részletesen tárgyalta a nők választójoga érdekében indított mozgalmat és eredményeit.
A legkülönbözőbb iparágakat is bemutatta női perspektívából. Hangsúlyozta: minden mesterségre alkalmasak a nők. Rendszeresen publikált az első hazai feminista lapban: A Nő és a Társadalomban.
Testvérével együtt túlélte a holokausztot, majd a háború után segített újjászervezni a Feministák Egyesületét. Hosszú éveken át levelezett a magyar feminizmus megalapítójának is tartott, 1921-ben az USA-ba emigrált, később Nobel-békedíjra is jelölt Bédy-Schwimmer Rózsával.
Halálát tüdőgyulladás okozta.
A Kozma utcai izraelita temetőben nyugszik.

## Emlékezete
Dirnfeld Janka tér: A Józsefvárosi Önkormányzatnak 2020 óra kiemelt célja, hogy minél több nőről nevezzen el közterületet. Ezért a Józsefvárosi Önkormányzat kezdeményezésére a Práter utca és Szigony utca találkozásánál elhelyezkedő, frissen felújított közterületet a Fővárosi Önkormányzat Dirnfeld Jankáról nevezte el. A Szigony utca 1-11. és Szigony utca 2-10. között 35728/48 helyrajzi számú parkolót.